# Twin Peaks (série télévisée)
Pour les articles homonymes, voir Twin Peaks.
Cet article concerne les deux saisons de la série Twin Peaks diffusées entre 1990 et 1991. Pour la troisième saison, voir Twin Peaks: The Return.
Twin Peaks: Fire Walk with Me
Twin Peaks (connue aussi sous le nom francophone de Mystères à Twin Peaks) est une série américaine créée par Mark Frost et David Lynch. La série connaît deux saisons diffusées pour la première fois sur la chaîne ABC du 8 avril 1990 au 10 juin 1991. En 2017, la série fait son retour avec la diffusion d'une troisième saison intitulée Twin Peaks: The Return, qui est diffusée sur Showtime du 21 mai au 3 septembre 2017.
La série suit l'enquête de l'agent spécial du FBI Dale Cooper, interprété par Kyle MacLachlan, sur le meurtre d'une jeune lycéenne, Laura Palmer (Sheryl Lee), dans la ville fictive de Twin Peaks, située à la frontière entre les États-Unis et le Canada. La bande originale est composée par Angelo Badalamenti, tandis que le thème de la série est une version instrumentale de la chanson Falling présente sur l'album Floating into the Night (en) (1989) de Julee Cruise, album composé par Badalamenti et Lynch.
Bien que la saison 1 ait connu un succès important, la série est annulée en 1991 à la suite d'une baisse d'audience survenue lors la saison 2. Tout comme aux États-Unis, en Grande-Bretagne et en Italie, l'audience décroche dès la révélation du nom de l'assassin. Seuls les téléspectateurs espagnols restent assidus. Parallèlement à la série, Jennifer Lynch, fille de David Lynch, écrit une préquelle littéraire de l'histoire, Le Journal secret de Laura Palmer (en) (1990), qui raconte les événements des mois précédant la dernière semaine de la vie de Laura Palmer. Finalement, plusieurs livres autour de la série voient le jour. La série est suivie par la sortie d'un film préquelle, réalisé par David Lynch, Twin Peaks: Fire Walk with Me (1992) et qui raconte les derniers jours de Laura Palmer. Le film, malgré sa réception mitigée à sa sortie sera retenu en compétition officielle lors du Festival de Cannes 1992 et bénéficiera d'une reconsidération par le public plusieurs années après, en partie en raison du côté « culte » que prend peu à peu la série originelle. En 2014 sort une compilation de ses scènes coupées, intitulée Twin Peaks: The Missing Pieces. Un peu plus de 25 ans après la deuxième saison, une troisième saison fait son arrivée sur la chaîne Showtime. L'intégralité de ses 18 épisodes ont été écrits par Frost et Lynch, tous deux ayant reçu carte blanche de la part de la chaîne de diffusion et Lynch se chargeant également de tous les réaliser.
Les droits de la série sont acquis par l'homme d'affaires italien Silvio Berlusconi pour l'Europe entière. La série est alors diffusée sur les chaînes berlusconiennes : Canale 5 (Italie), Telecinco (Espagne), et La Cinq (France). Sur la base du titre italien I segreti di Twin Peaks, en France la série est diffusée sous le titre Mystères à Twin Peaks du 15 avril 1991 au 20 septembre 1991 sur La Cinq. Elle est rediffusée sur le câble sous son titre original Twin Peaks, en juillet 1994 sur Canal Jimmy, puis pour la première fois en version originale sous-titrée, à partir du 10 octobre 1997, sur Série Club, en 2000 sur 13e rue, sur Arte du 19 avril au 28 juin 2011 et du 31 juillet au 9 août 2013.
Twin Peaks est généralement considérée comme étant l'une des meilleures séries télévisées jamais réalisées. Au-delà de son impact sur la télévision, la série a également eu une influence sur de nombreuses œuvres culturelles.

## Synopsis
Dans la ville imaginaire de Twin Peaks, située dans le nord-ouest de l'État de Washington, le cadavre de Laura Palmer, une jolie lycéenne connue et aimée de tous, est retrouvé emballé dans un sac en plastique sur la berge d'un lac.
L'agent spécial du FBI Dale Cooper est envoyé sur place pour mener l'enquête, qu'il traite à sa façon, entre techniques policières traditionnelles et éléments mystiques, voire surnaturels, comme le lancer aléatoire d'objets pour déterminer le sens d'une décision. Il est assisté dans sa tâche par le shérif local, Harry S. Truman et ses adjoints. Cooper découvre alors que Laura Palmer n'était pas la jeune fille innocente et candide  que l'on croyait et que de nombreux habitants de la ville ont quelque chose à cacher.

## Distribution
Sauf indication contraire, les informations mentionnées dans cette section peuvent être confirmées par la base de données cinématographiques IMDb,  présente dans la section « Liens externes ».
- Note : Entre parenthèses se trouve la saison dans lequel un comédien apparait, non le type de rôle en lien avec le titre de la section.

### Personnages
Twin Peaks emploie une distribution d'ensemble, où les personnages se voient pour la plupart assigner une importance équivalente, même si la série se concentre particulièrement sur l'agent du FBI Dale Cooper, venu à Twin Peaks (en) afin de découvrir qui est responsable de la mort de la jeune Laura Palmer,.

### Acteurs principaux
- Kyle MacLachlan (VF : Patrick Poivey) : l'agent du FBI Dale Cooper (saisons 1 et 2)
- Michael Ontkean (VF : Daniel Russo puis Michel Lasorne) : Shérif Harry S. Truman (saisons 1 et 2)
- Mädchen Amick (VF : Anne Rondeleux puis Danièle Douet) : Shelly Johnson, serveuse, femme de Leo Johnson (saisons 1 et 2)
- Dana Ashbrook (VF : Thierry Redler puis Damien Boisseau) : Bobby Briggs, petit-ami de Laura (saisons 1 et 2)
- Richard Beymer (VF : Joël Martineau puis Edgar Givry) : Benjamin Horne, homme d'affaires local qui possède l'Hôtel du Grand Nord (saisons 1 et 2)
- Lara Flynn Boyle (VF : Virginie Ledieu puis Anne Deleuze) : Donna Hayward, meilleure amie de Laura (saisons 1 et 2)
- Sherilyn Fenn (VF : Virginie Ogouz) : Audrey Horne, fille de Benjamin Horne et camarade de Laura (saisons 1 et 2)
- Warren Frost (VF : Michel Ruhl) : Dr William Hayward, père de Donna (saisons 1 et 2)
- Peggy Lipton (VF : Nicole Hiss) : Norma Jennings, propriétaire du restaurant Double R (saisons 1 et 2)
- James Marshall (VF : Lionel Tua) : James Hurley, camarade de Laura et Donna (saisons 1 et 2)
- Everett McGill (VF : Michel Le Royer) : Ed Hurley, garagiste, oncle de James (saisons 1 et 2)
- Jack Nance (VF : Georges Aubert) : Pete Martell, mari de Catherine Packard (saisons 1 et 2)
- Kimmy Robertson (VF : Nathalie Schmidt puis Sophie Gormezzano) : Lucy Moran, la secrétaire du bureau du shérif (saisons 1 et 2)
- Ray Wise (VF : Philippe Ogouz) : Leland Palmer, père de Laura (saisons 1 et 2)
- Joan Chen (VF : Ysabelle Lacamp) : Jocelyn « Josie » Packard, veuve d'Andrew Packard le propriétaire de la scierie (saisons 1 et 2)
- Piper Laurie (VF : Claudie Chantal) : Catherine Packard Martell (saison 1 - récurrente saison 2)
- Russ Tamblyn  : Dr Lawrence Jacoby (saisons 1 et 2)
- Eric Da Re (VF : Thierry Ragueneau puis Luq Hamet) : Leo Johnson (saisons 1 et 2)
- Harry Goaz (VF : Luc Bernard puis Cyrille Artaux) : Adjoint Andy Brennan (saisons 1 et 2)
- Michael Horse (VF : Gérard Dessalles puis Régis Lang) : Adjoint Tommy « Hawk » Hill (saisons 1 et 2)
- Sheryl Lee (VF : Dorothée Jemma pour Laura / Agnès Gribe pour Maddy) : Laura Palmer / Madeleine « Maddy » Ferguson, la cousine de Laura (saison 1 - récurrente saison 2)
- Kenneth Welsh (VF : Pascal Renwick) : Windom Earle (saison 2)

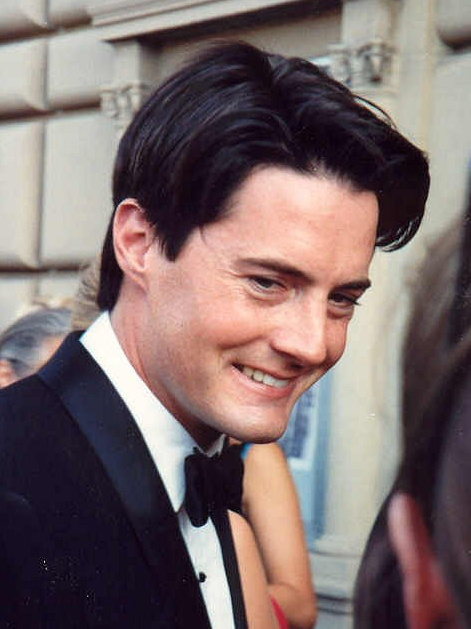
Kyle MacLachlan en 1991.
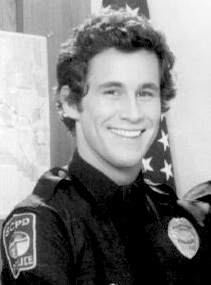
Michael Ontkean en 1973.
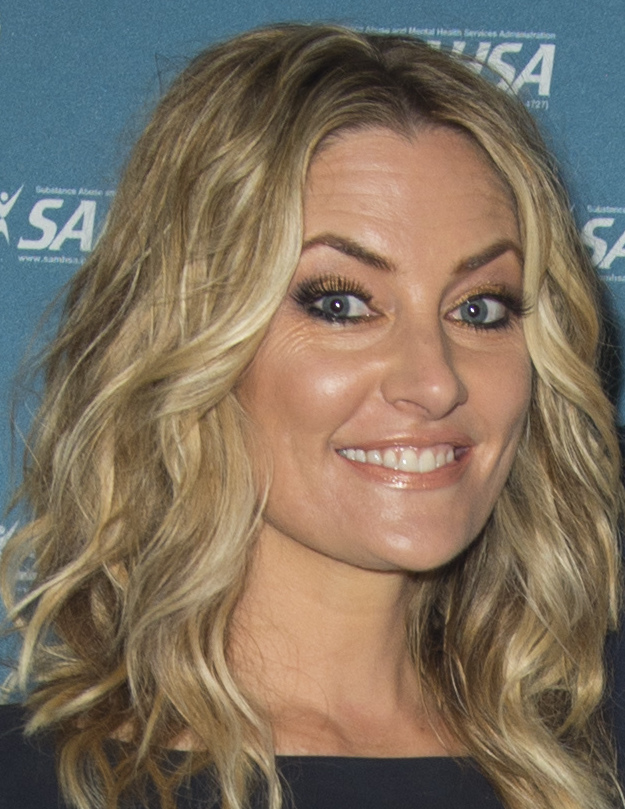
Mädchen Amick en 2016.
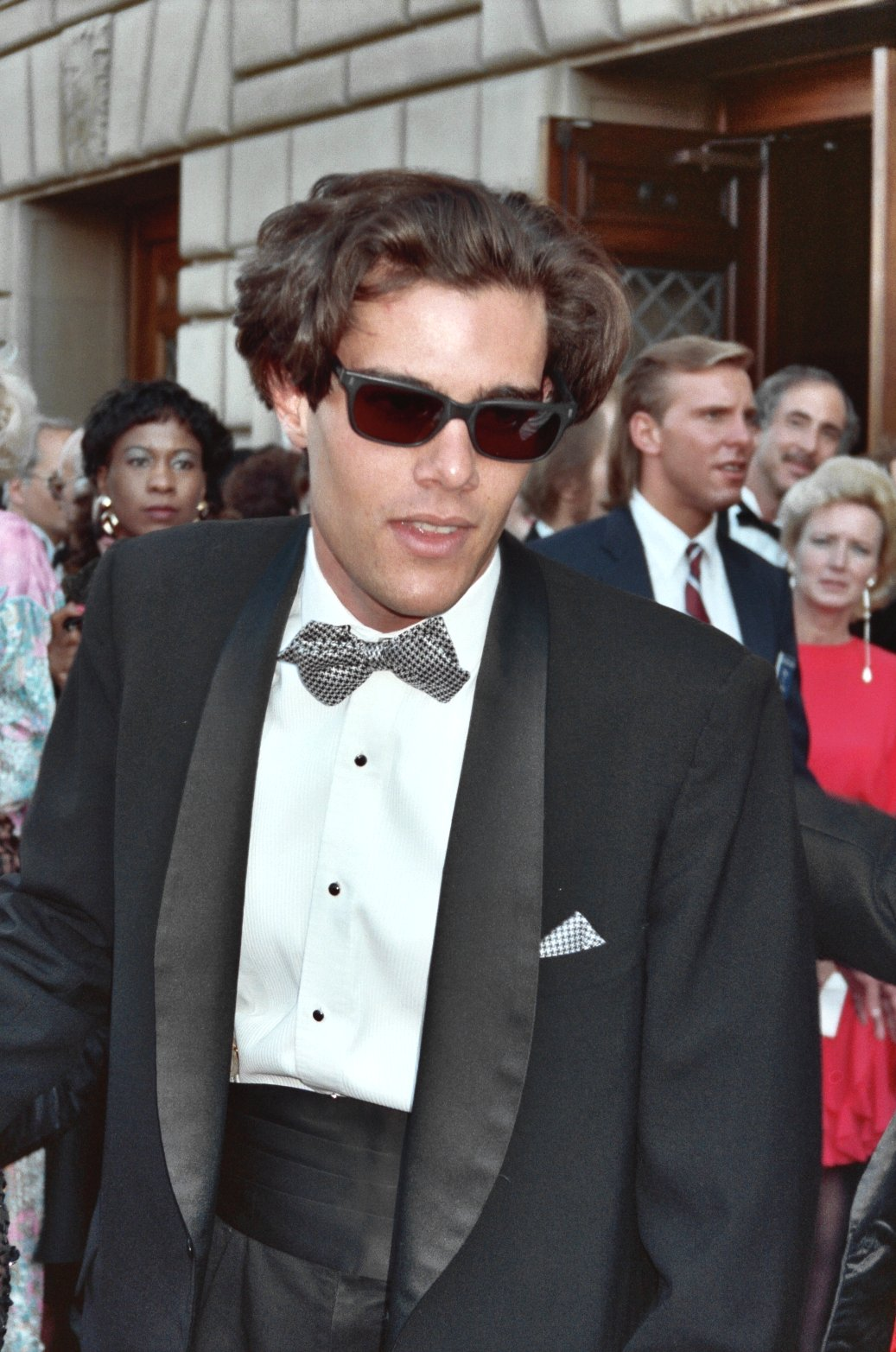
Dana Ashbrook en 1990.
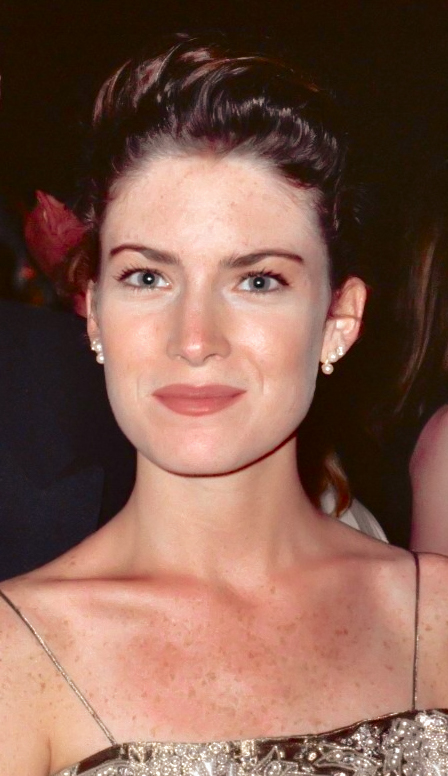
Lara Flynn Boyle en 1990.
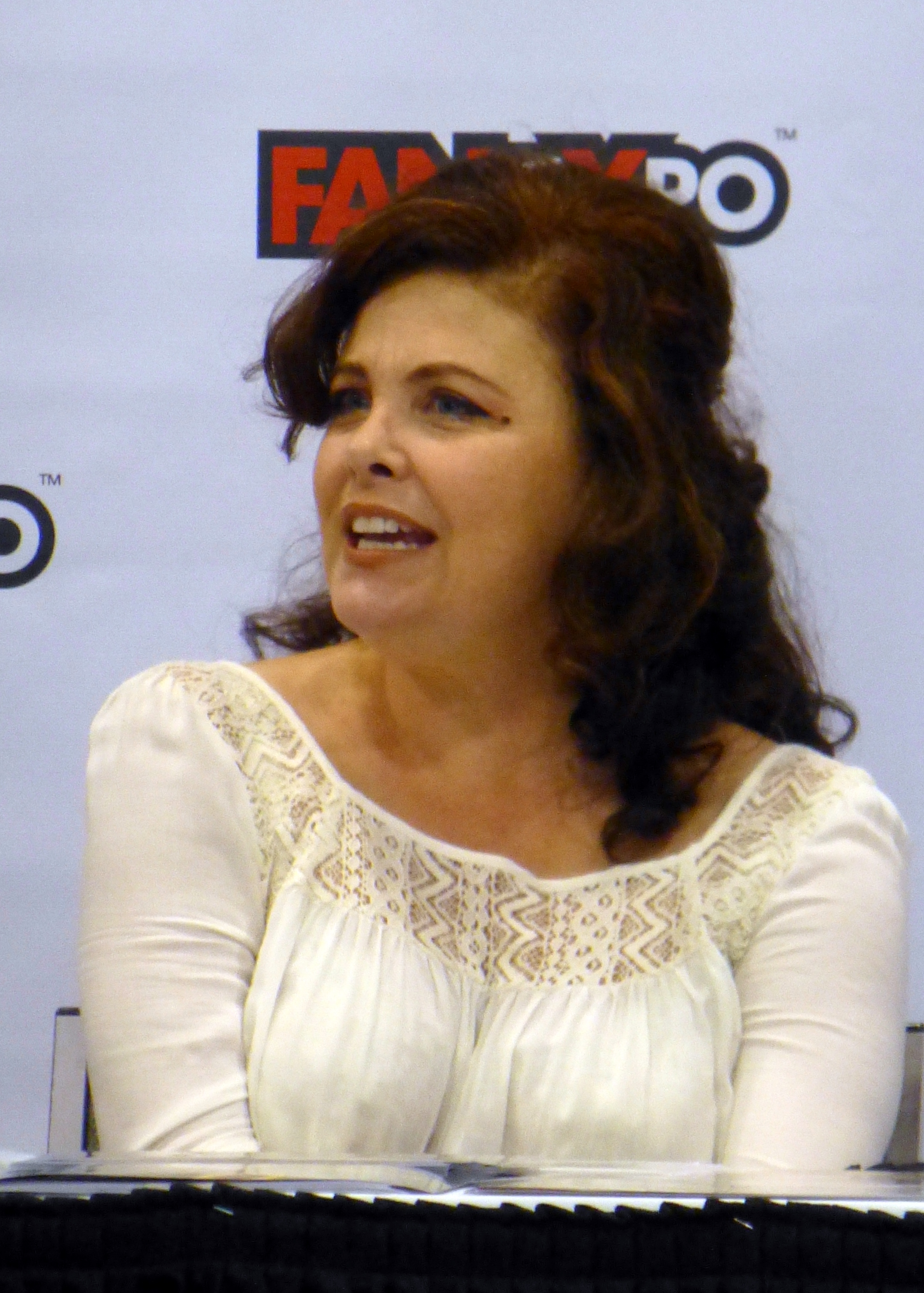
Sherilyn Fenn en 2014.
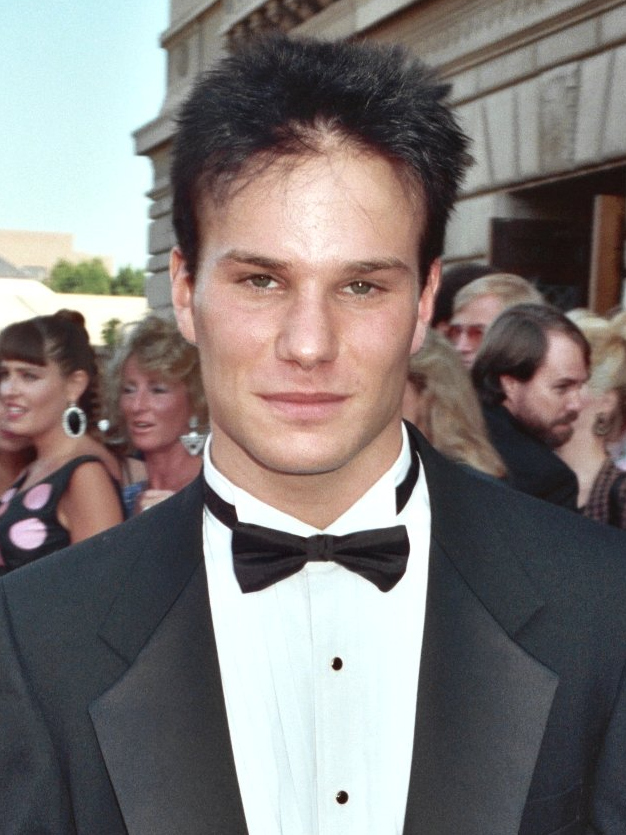
James Marshall en 1990.
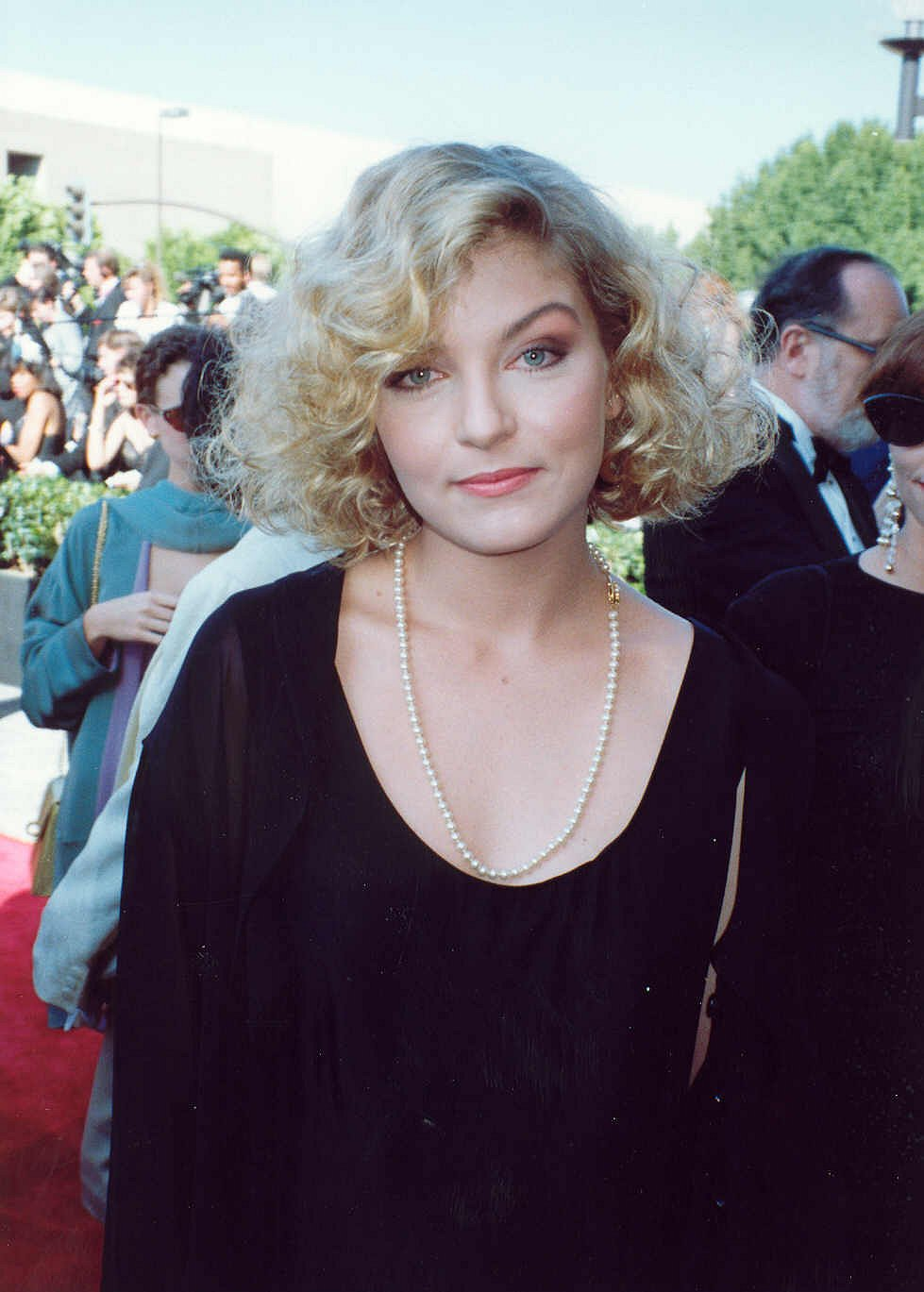
Sheryl Lee en 1990.

### Rôles récurrents
- Don Amendolia (en) (VF : Serge Lhorca) : Emory Battis (saisons 1 et 2)
- Michael J. Anderson (VF : Philippe Ogouz) : l'Homme venu d'un autre endroit (saisons 1 et 2)
- Phoebe Augustine (en) : Ronette Pulaski, deuxième victime (saisons 1 et 2)
- John Boylan (en) (VF : René Bériard) : le maire Dwayne Milford (saisons 1 et 2)
- Victoria Catlin (en) (VF : Mireille Audibert) : Blackie O'Reilly
- Catherine E. Coulson : Margaret Lanterman / la Femme à la Bûche (saisons 1 et 2)
- Jan D'Arcy (en) : Sylvia Horne (saisons 1 et 2)
- Don S. Davis (VF : Albert Augier) : Major Garland Briggs (saisons 1 et 2)
- Mary Jo Deschanel (VF : Monique Martial puis Christine Champneuf) : Eileen Hayward (saisons 1 et 2)
- Miguel Ferrer (VF : Sady Rebbot) : Agent Albert Rosenfield (saisons 1 et 2)
- David Lynch (VF : Gérard Surugue) : Gordon Cole (voix saison 1, récurrent saison 2)
- Chris Mulkey (VF : Jean Roche puis Vania Vilers) : Hank Jennings (saisons 1 et 2)
- Gary Hershberger (en) (VF : Gilles Laurent) : Mike « Snake » Nelson (saisons 1 et 2)
- David Patrick Kelly (VF : Jean-François Kopf) : Jerry Horne (saisons 1 et 2)
- Wendy Robie (VF : Marion Game puis Anne Jolivet) : Nadine Butler Hurley (saisons 1 et 2)
- Grace Zabriskie (VF : Francine Lainé) : Sarah Palmer, la mère de Laura (saisons 1 et 2)
- Frank Silva : Bob (saisons 1 et 2)
- Charlotte Stewart (VF : Annie Bertin puis Liliane Patrick) : Elizabeth Briggs (saisons 1 et 2)
- Al Strobel (VF : Pascal Renwick) : Phillip Michael Gerard et Mike (saisons 1 et 2)
- Walter Olkewicz (en) (VF : Jacques Ferrière) : Jacques Renault (saison 1)
- Heather Graham (VF : Marie-Martine Bisson) : Annie Blackburn, la sœur de Norma Jennings (saison 2)
- David Duchovny (VF : Patrick Messe) : l'agent Denise Bryson (saison 2)
- Ian Buchanan (VF : Michel Paulin) : Richard « Dick » Tremayne (saison 2)
- James Booth (VF : Marc de Georgi) : Ernie Niles (saison 2)
- Jane Greer : Vivian Niles, la mère de Norma Jennings et d'Annie Blackburn (saison 2)
- Robyn Lively (VF : Marie-Laure Beneston) : Lana Budding Milford (saison 2)
- Annette McCarthy (en) (VF : Martine Irzenski) : Evelyn Marsh (saison 2)
- Dan O'Herlihy (VF : Claude d'Yd) : Andrew Packard (saison 2)
- Michael Parks (VF : Michel Barbey puis Claude Giraud) : Jean Renault (saison 2)
- Carel Struycken (VF : Georges Atlas) : le Géant (saison 2)
- Lenny Von Dohlen (VF : Mark Lesser) : Harold Smith (saison 2)
- David Warner (VF : Marc Cassot) : Thomas Eckhardt (saison 2)
- Clarence Williams III (VF : Jacques Richard) : Agent Roger Hardy (saison 2)
- Hank Worden  : le serveur (saison 2)
- Billy Zane (VF : Éric Legrand) : John Justice Wheeler (saison 2)

### Invités
- Julee Cruise : la chanteuse du Roadhouse (saisons 1 et 2)
- Jessica Wallenfels (VF : Valérie Siclay) : Harriet Hayward, sœur de Donna (saisons 1 et 2)
- Brett Vadset  : Joey Paulson (saisons 1 et 2)
- Jill Rogosheske Engels  : Trudy Chelgren (saisons 1 et 2)
- Royce D. Applegate (VF : Antoine Marin) : Révérend Clarence Brocklehurst (saisons 1 et 2)
- Rick Tutor puis Alan Ogle (VF : Philippe Ogouz) : Janek Pulaski (saison 1)
- Roberta Maguire puis Michele Milantoni (VF : Monique Martial) : Maria Pulaski (saison 1)
- Clay Wilcox (VF : Emmanuel Curtil) : Bernard Renault (saison 1)
- Troy Evans (VF : Patrice Keller) : Principal George Wolchezk (saison 1)
- Jed Mills : Wilson Mooney, avocat de Hank Jenning (saison 1)
- Tawnya Pettiford-Waites  : Dr Shelvy (saison 1)
- Mark Lowenthal  : M. Neff (saison 1)
- Arnie Stenseth  : Sven Jorgensen (saison 1)
- Brian Straub  : Einar Thorson (saison 1)
- Shelly Hennings (VF : Hélène Otternaud) : Alice Brady (saison 1)
- Lisa Ann Cabasa (VF : Béatrice Bruno) : Jenny (saison 1)
- Diane Caldwell  : Julie (saison 1)
- Alicia Witt (VF : Sarah Marot) : Gersten Hayward (saison 2)
- Ted Raimi  : Rusty Tomaski  (saison 2)
- Mak Takano : Jonathan Kumagai  (saison 2)
- Brenda Strong (VF : Christine Champneuf) : Ms. Jones (saison 2)
- Austin Jack Lynch : Pierre Tremond (saison 2)
- Frances Bay : la première Mme Tremond (saison 2)
- Mae Williams : la seconde Mme Tremond (saison 2)
- James V. Scott  : le chanteur de la Loge Noire  (saison 2)
- Galyn Görg  : Nancy O'Reilly (saison 2)
- Gavan O'Herlihy (VF : Patrice Keller : Preston King (saison 2)
- John Apicella  : Jeffery Marsh (saison 2)
- Nicholas Love (VF : Luc Florian) : Malcolm Sloan (saison 2)
- Tony Jay (VF : Michel Prud'homme) : Douglas Milford (saison 2)
- Royal Dano (VF : Roger Rudel) : le juge Clinton Sternwood (saison 2)
- Claire Stansfield  : Sid (saison 2)
- Ritch Brinkley (VF : Michel Vocoret) : District Attorney Daryl Lodwick (saison 2)
- Van Dyke Parks : M. Racine, avocat de Léo Johnson (saison 2)
- Don Calfa  : Vice-principal Greege (saison 2)
- Lisa Cloud  : Professeur de sports (saison 2)
- Ron Taylor (VF : Philippe Ogouz) : Coach (saison 2)
- Bellina Logan  : Louie (saison 2)
- Ron Blair  : Randy St. Croix (saison 2)
- Joshua Harris (VF : Jackie Berger) : Nicholas Needleman (saison 2)
- Tony Burton : Colonel Riley (saison 2)
- Geraldine Keams  : Irene Littlehorse (saison 2)
- Molly Shannon  : Judy Swaim (saison 2)

## Épisodes
N. B. : À l'origine, les épisodes n'avaient pas de titre. C'est lors de leur diffusion en Allemagne que des titres leur ont été donnés. Les titres anglais présentés ci-dessous sont une traduction des titres allemands utilisés par certains fans et journalistes. En France, ils sont utilisés des années plus tard lors de leur diffusion sur Netflix, puis Canal+.

### Première saison
La première saison débute le 8 avril 1990 avec un pilote de 90 minutes qui est suivi par sept épisodes d'une heure environ,. La première saison s'achève le 23 mai 1990.
| N°   | Titre                                          | Diffusion américaine | Diffusion française    |
| ---- | ---------------------------------------------- | -------------------- | ---------------------- |
| 1.00 | Twin Peaks (pilote) - 90 minutes               | ABC, 8 avril 1990    | La Cinq, 15 avril 1991 |
| 1.01 | Épisode 1: Traces to nowhere                   | ABC, 12 avril 1990   | La Cinq, 22 avril 1991 |
| 1.02 | Épisode 2: Zen, or the skill to catch a killer | ABC, 19 avril 1990   | La Cinq, 22 avril 1991 |
| 1.03 | Épisode 3: Rest in pain                        | ABC, 26 avril 1990   | La Cinq, 29 avril 1991 |
| 1.04 | Épisode 4: The one-armed man                   | ABC, 3 mai 1990      | La Cinq, 29 avril 1991 |
| 1.05 | Épisode 5: Cooper's dreams                     | ABC, 10 mai 1990     | La Cinq, 6 mai 1991    |
| 1.06 | Épisode 6: Realization time                    | ABC, 17 mai 1990     | La Cinq, 6 mai 1991    |
| 1.07 | Épisode 7: The last evening                    | ABC, 23 mai 1990     | La Cinq, 13 mai 1991   |

### Deuxième saison
La seconde saison comptabilise 22 épisodes d'environ cinquante minutes, à l'exception du premier qui dure 90 minutes,. La saison débute le 30 septembre 1990 et s'achève le 10 juin 1991,.
| N°   | Titre                                             | Diffusion américaine   | Diffusion française     |      | N°                                      | Titre                | Diffusion américaine       | Diffusion française |
| 2.01 | Épisode 8: May the giant be with you - 90 minutes | ABC, 30 septembre 1990 | La Cinq, 20 mai 1991    | 2.12 | Épisode 19: The black widow             | ABC, 12 janvier 1991 | La Cinq, 12 juillet 1991   |                     |
| 2.02 | Épisode 9: Coma                                   | ABC, 6 octobre 1990    | La Cinq, 27 mai 1991    | 2.13 | Épisode 20: Checkmate                   | ABC, 19 janvier 1991 | La Cinq, 19 juillet 1991   |                     |
| 2.03 | Épisode 10: The Man behind the glass              | ABC, 13 octobre 1990   | La Cinq, 27 mai 1991    | 2.14 | Épisode 21: Double play                 | ABC, 2 février 1991  | La Cinq, 26 juillet 1991   |                     |
| 2.04 | Épisode 11: Laura's secret diary                  | ABC, 20 octobre 1990   | La Cinq, 3 juin 1991    | 2.15 | Épisode 22: Slaves and masters          | ABC, 9 février 1991  | La Cinq, 2 août 1991       |                     |
| 2.05 | Épisode 12: The orchids curse                     | ABC, 27 octobre 1990   | La Cinq, 3 juin 1991    | 2.16 | Épisode 23: The condemned woman         | ABC, 16 février 1991 | La Cinq, 9 août 1991       |                     |
| 2.06 | Épisode 13: Demons                                | ABC, 3 novembre 1990   | La Cinq, 10 juin 1991   | 2.17 | Épisode 24: Wounds and scars            | ABC, 28 mars 1991    | La Cinq, 16 août 1991      |                     |
| 2.07 | Épisode 14: Lonely souls                          | ABC, 10 novembre 1990  | La Cinq, 10 juin 1991   | 2.18 | Épisode 25: On the wings of love        | ABC, 4 avril 1991    | La Cinq, 23 août 1991      |                     |
| 2.08 | Épisode 15: Drive with a dead girl                | ABC, 17 novembre 1990  | La Cinq, 17 juin 1991   | 2.19 | Épisode 26: Variations on relations     | ABC, 11 avril 1991   | La Cinq, 30 août 1991      |                     |
| 2.09 | Épisode 16: Arbitrary law                         | ABC, 1er décembre 1990 | La Cinq, 17 juin 1991   | 2.20 | Épisode 27: The Path to the Black Lodge | ABC, 18 avril 1991   | La Cinq, 6 septembre 1991  |                     |
| 2.10 | Épisode 17: Dispute between brothers              | ABC, 8 décembre 1990   | La Cinq, 28 juin 1991   | 2.21 | Épisode 28: Miss Twin Peaks             | ABC, 10 juin 1991    | La Cinq, 13 septembre 1991 |                     |
| 2.11 | Épisode 18: Masked ball                           | ABC, 15 décembre 1990  | La Cinq, 5 juillet 1991 | 2.22 | Épisode 29: Beyond life and death       | ABC, 10 juin 1991    | La Cinq, 20 septembre 1991 |                     |

## Historique

### Genèse

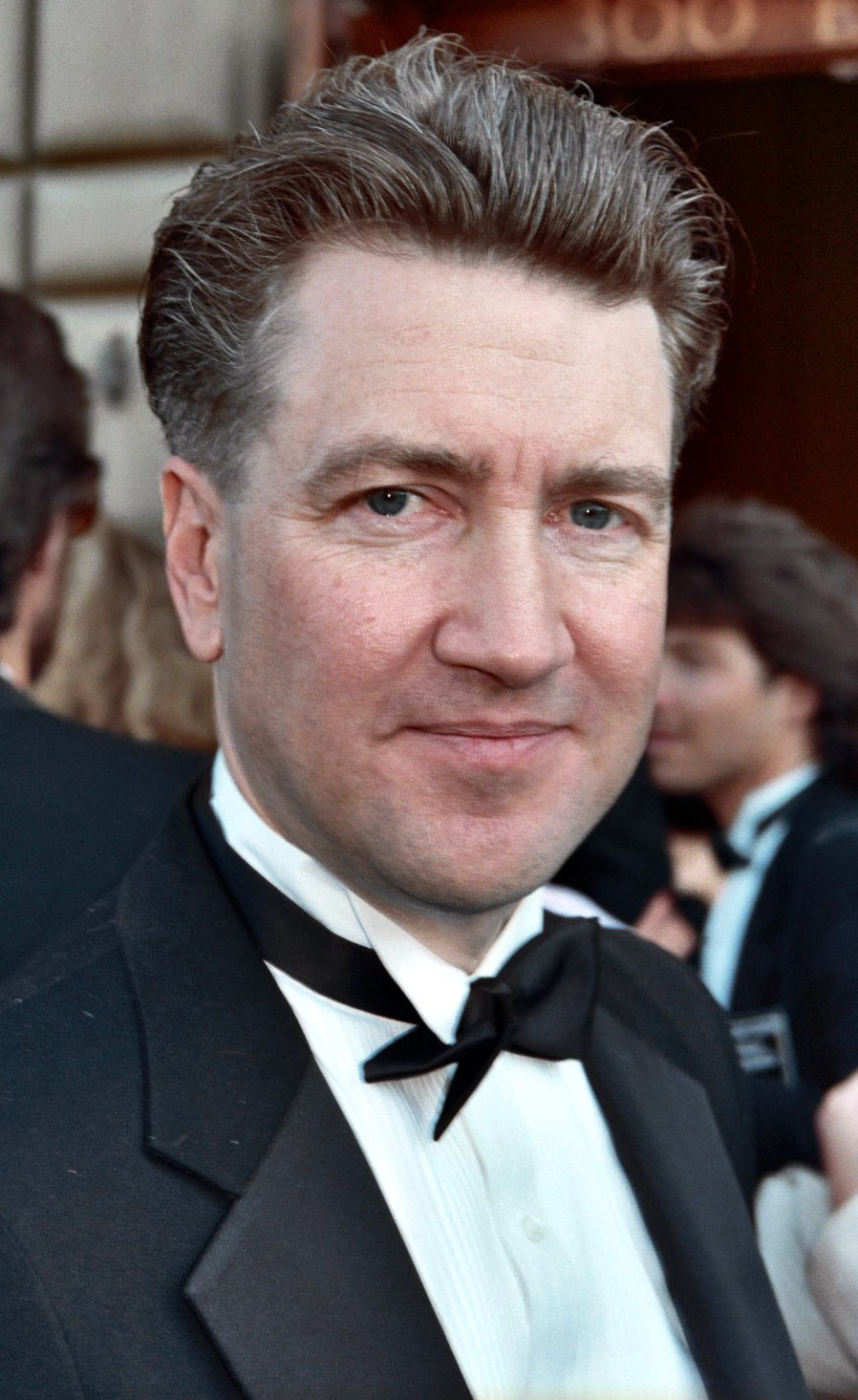
David Lynch en 1990.

Initialement, le réalisateur David Lynch cherche à adapter pour le cinéma le roman Goddess: The Secret Lives Of Marilyn Monroe sur l'actrice Marilyn Monroe et sur le mystère de sa mort. En 1986, un agent de la Creative Artists Agency lui fait rencontrer le scénariste Mark Frost avec qui il sympathise,. Le projet ne se fait pas mais le duo imagine un autre scénario pour le cinéma, la comédie One Saliva Bubble, mais encore une fois le projet ne se concrétise pas.
Sachant que le cinéaste Lynch était en relation avec Mark Frost, alors scénariste jusqu'en 1985 de la série Hill Street Blues, le producteur Tony Krantz (en) décide d'organiser une réunion afin de réunir le duo sur le petit écran. Ils écrivent dans un premier le scénario d'une série nommée The Lemurians, qui montre le continent Lemuria où le Mal règne et qui disparaît dans l'ocèan, ne laissant que quelques survivants qui sont traqués par des agents du FBI qui disposent de compteurs Geiger. Brandon Tartikoff, président de NBC souhaite en faire un film, Lynch refuse, faisant ainsi couler le projet.
Ils se concentrent alors sur un autre projet qui s'appelle dans un premier temps South Dakota et qui est présentée comme étant North-West Passage,,. Ils présentent le projet à la chaîne ABC en mars 1988, en pleine grève des scènaristes de la Writers Guild of America (en). La chaîne accepte le projet, mais la grève retarde de près d'un an sa finalisation, Frost déclarant : « quand la grève s'est terminée, ils nous ont appelé et ont dit « Nous voulons poursuivre ce projet que vous avez proposé » mais […] aucun de nous ne se souvenait de ce que nous avions dit ! »,.
Après d'autres rencontres, la chaîne demande à Frost et Lynch de commencer l'écriture de la série. Lynch déclare en 2014 au journal The Guardian : « Un jour, Mark et moi nous sommes allés au restaurant Du-Par sur Ventura Boulevard à Los Angeles et nous avons juste commencé à parler et quelque chose a commencé à se produire et la première chose a été « une fille a été assassinée »  et c'était tout »,. Par la suite, Lynch dessine les plans de la ville. Le président de ABC, Brandon Stoddard (en), commande le pilote pour une diffusion prévue en automne 1989.
Une des inspirations de Mark Frost est le meurtre non élucidé d'Hazel Drew, survenu en 1908 à Sans Lake dans l'État de New York.

### Pilote
Ils parviennent à convaincre la chaîne ABC de financer un pilote pour un budget de 3,8 millions de dollars, bien que certaines sources citent la somme de 1,8 million de dollars,,. C'est Lynch qui réalise l'épisode qu'il coécrit avec Frost.
Une version alternative de l'épisode pilote dite « version européenne », est sortie en vidéo en février 1991,. Elle contient vingt minutes supplémentaires tournées par David Lynch, qui permettent de boucler l'histoire.
Il n'a jamais été question que cette version soit diffusée à la télévision : ces scènes ont été tournées pour transformer le pilote en téléfilm exploitable en vidéo pour le marché européen exclusivement, ce qui est pour Lynch et Frost un atout supplémentaire pour financer la série. Certains concepts de cette version se retrouve dans la série. On trouve ainsi la séquence du rêve dans lequel Cooper voit Laura Palmer et le nain ou encore Bob.
Dans le pilote de la série, les scènes du Double R Diner ont été tournées au Mar-T Cafe — devenu par la suite Twede's Cafe — à North Bend dans l'État de Washington. Pour le reste des épisodes, les scènes sont tournées dans un studio.
L'intérieur du Great Northern Hotel est tourné au Kiana Lodge à Poulsbo, dans l'État de Washington, tandis que son extérieur est celui du Salish Lodge, situé à Snoqualmie dans le même État.

### Saison 1
Après le pilote, la chaîne ABC donne le feu vert pour une première série de sept épisodes. Sa diffusion rencontre un très grand succès auprès du public et déclenche une véritable « Peaksmania ».
En plus du pilote, Frost et Lynch scénarisent les deux épisodes qui suivent. Frost écrit également deux autres épisodes tout en supervisant la production de toute la saison. Lynch réalise un autre épisode, tandis que d'autres réalisateurs comme Tim Hunter ou encore Caleb Deschanel sont crédités à la réalisation durant la saison.

### Saison 2

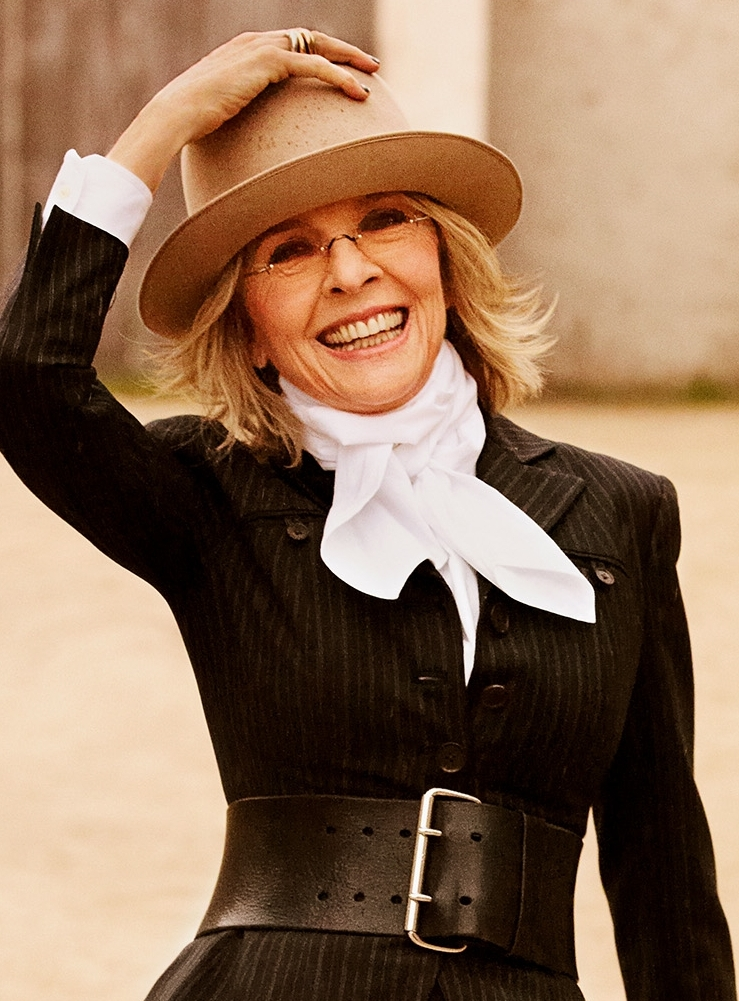
Diane Keaton réalise un épisode de la deuxième saison.

La saison 2 marque la résolution du mystère de la mort de Laura Palmer et la fin de la série.
La deuxième saison est également amputée d'un autre arc majeur de la série : la relation Cooper / Audrey Horne,. En effet, d'après plusieurs sources, Lara Flynn Boyle qui est à l'époque en couple avec Kyle MacLachlan, aurait exigé que les deux personnages ne soient plus proches et la production a donc ajouté les personnages d'Annie Blackburn (Heather Graham) pour Cooper et John Justice Wheeler (Billy Zane) pour Audrey, afin de créer de nouveaux arcs romantiques,.
David Lynch, avec du recul, dit regretter d'avoir résolu dès l'épisode 15 (épisode 2.07) le mystère de la mort de Laura Palmer, la densité de l'intrigue étant suffisante pour assurer au moins une troisième saison de douze épisodes supplémentaires sans même incorporer de rebondissement majeur. La direction d'ABC s'inquiétait en effet de ce que Lynch envisageât alors de ne jamais révéler l'identité du meurtrier de Laura Palmer. Lynch déclare en 2014 au journal The Guardian : « C'était comme si nous avions une petite oie qui continuait à pondre des œufs d'or, puis on nous a demandé de prendre cette petite oie et de lui couper la tête. »,.
Il n'y aura pas d'abord de troisième saison, mais un film sorti en 1992, Twin Peaks: Fire Walk with Me, qui traite des événements qui se sont déroulés avant le début du pilote, c'est-à-dire avant la mort de Laura Palmer.
Lynch réalise le premier, deuxième et septième épisode de la seconde saison, ainsi que l'épisode final
,,,. Diane Keaton réalise l'épisode 22 de la série.

### Attribution des rôles

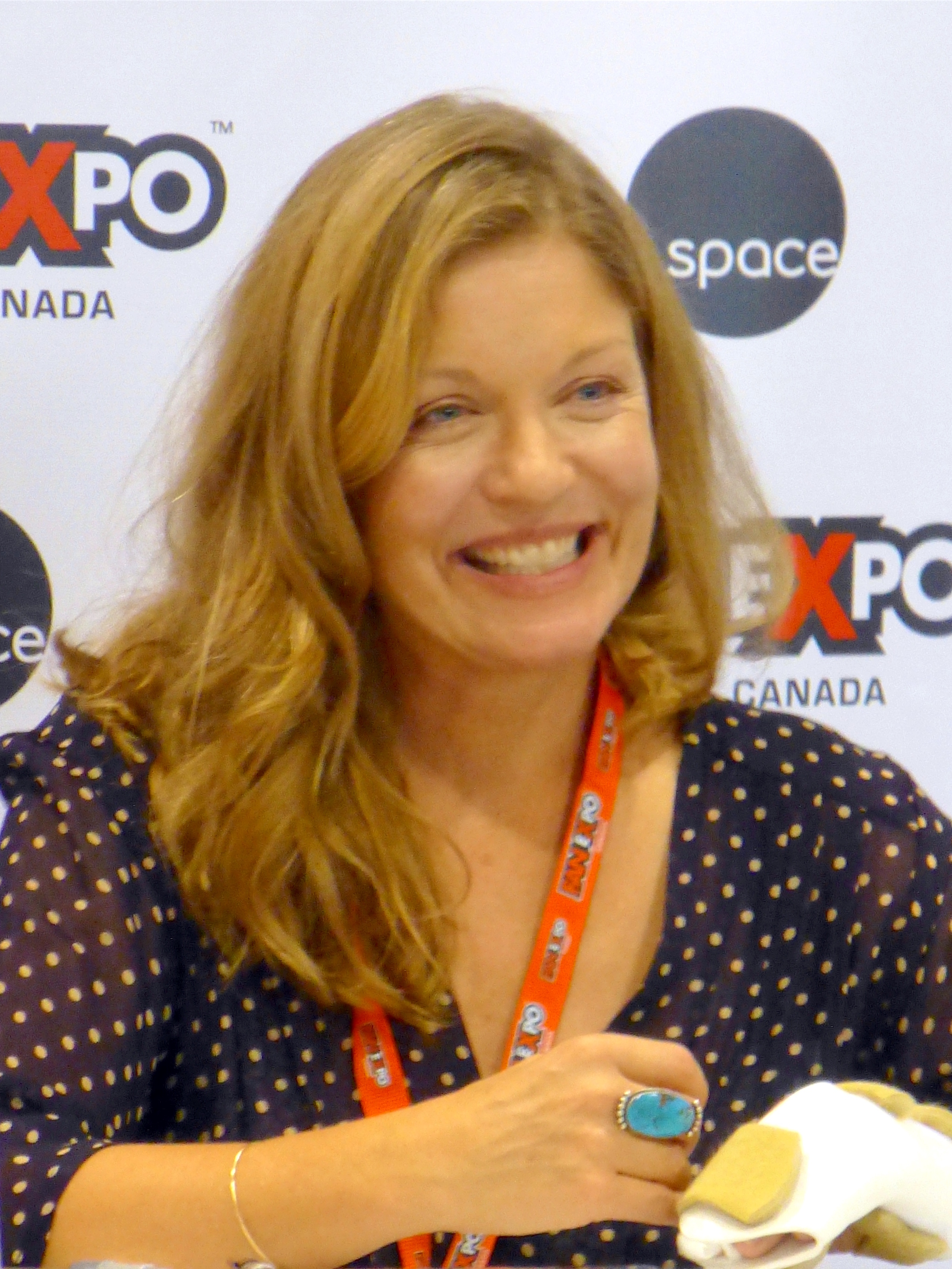
Sheryl Lee en 2014.

#### Une distribution lynchienne
David Lynch est connu pour tourner régulièrment avec les mêmes acteurs et actrices (en),. L'exemple le plus notable étant Kyle MacLachlan, qui campe ici l'agent Cooper et qui joue les premiers rôles dans les films Dune (1984) et Blue Velvet (1986). Everett McGill et Alicia Witt sont également apparus dans Dune (1984).
À l'exception de The Elephant Man (1980), Jack Nance est apparu dans tous les films de Lynch, tenant notamment le rôle principal de Eraserhead (1977). Catherine E. Coulson est apparue dans son court métrage The Amputee (1974) et a travaillé pour son premier film Eraserhead (1977). Charlotte Stewart est également apparue dans ce dernier tandis que Frances Bay a joué dans Blue Velvet et Wild at Heart,.
Quant à Michael Horse, il est apparu dans le court métrage The Cowboy & the Frenchman (1988).
Lynch s'offre par ailleurs le rôle du supérieur de Cooper, Gordon Cole.

#### Autres rôles
Initialement, Sheryl Lee devait uniquement tenir le rôle d'« une fille morte », à savoir Laura Palmer. Finalement, Lee apparait dans plusieurs épisodes de la série et se voir offrir un autre rôle, celui de la cousine de Laura Palmer, Maddy Ferguson. Lynch déclare au sujet de l'actrice : « personne — ni Mark, moi, ou quelqu'un d'autre — n'avait la moindre idée qu'elle pouvait jouer, ou qu'elle allait être si puissante simplement en étant morte »,.
Ray Wise parle de comment Lynch conçoit le casting : « Pour David, tout est dans le casting. Il est très intuitif, et pour une raison ou une autre, il ressent une connexion avec un individu et sait comment placer cette personne dans une pièce. Les acteurs ressentent la confiance qu'il a en eux, et cela les encourage à laisser tomber leurs inhibitions et à accepter tout ce qui se passe dans la scène. »,.
| |  |  |
| Riche de nombreux personnages extravagants, la série compte également plusieurs personnages chimériques comme l'Homme venu d'un autre endroit (en) joué par Michael J. Anderson, ou encore le Géant (en) joué par Carel Struycken,. |  |  |

Au départ, Al Strobel ne devait se cantoner qu'à sa très brève apparition durant le pilote de la série comme l'explique Lynch dans le livre Room to Dream : « Ça allait être son moment dans Twin Peaks et il allait rentrer chez lui. Puis j'ai entendu la voix d'Al Strobel, qui est incroyable et je me devais d'écrire quelque chose pour cette voix. »,. Durant le tounage d'une scène, Lynch entend la phrase « Frank, ne t'enferme pas dans cette chambre »,. Il voit alors le décorateur ensemblier Frank Silva dans la chambre de Laura Palmer et lui demande s'il est un acteur, après lui avoir répondu qu'il en était un, Lynch lui fait tourner des scènes et durant une de ces dernières, il arrive à lui imaginer le rôle de Bob, personnage absent dans le scénario.
La distribution de la série comprend également plusieurs acteurs et actrices expérimentés, comme Michael Ontkean, Piper Laurie, Richard Beymer, Russ Tamblyn ou encore Peggy Lipton qui s'est éloignée des caméras durant plusieurs années pour s'occuper de sa famille,. Tamblyn a rencontré Lynch en 1986 grâce à Dean Stockwell et lui a promis de l'engager dans son prochain projet. Il retrouve par ailleurs Beymer près de trente ans après le film West Side Story.
Lynch a rencontré Michael J. Anderson et devait lui faire jouer le rôle titre de son projet inachevé Ronnie Rocket (en). Harry Goaz fait ses premiers pas d'acteur, ayant notamment travaillé comme chauffeur, ce qui lui a permis de rencontrer Lynch. Père de Mark Frost, l'acteur Warren Frost campe le Dr Will Hayward.
La saison 2 introduit notamment Heather Graham dans le rôle d'Annie Blackburn, Kenneth Welsh dans celui de Windom Earle, David Duchovny dans celui de l'agent Denise Bryson, ou encore Billy Zane dans le rôle de John Justice Wheeler,,.

### Conception de la mythologie de la série
|                                                       |  |                                               |
| La Red Room doit son nom à ses rideaux emblématiques. |  | La pièce comporte également la Vénus de Milo. |

Pour la « Loge Noire », Mark Frost dit s'être grandement inspiré du livre Psychic Self-Defence (1971) de l'occultiste Dion Fortune. L'étrange effet de voix dans les scènes de la « Loge Noire » est dû au fait que les acteurs apprennent leur texte à l'envers. Par la suite, les bandes sont lues à l'envers, ce qui produit une impression d'étrangeté tout en restant compréhensible.
Il se crédite par ailleurs comme étant celui qui a conçu la mythologie de la série, citant plusieurs personnes liées à la théosophie ou à l'Ordre hermétique de l'Aube dorée comme William Butler Yeats, Helena Blavatsky ou encore Alice Bailey. Il cite également la religion Santeria, l'alignement de sites et l'occultiste Colin Wilson.
Dans le livre Lynch on Lynch (en) (1997), Lynch explique l'idée de la « Chambre Rouge » : « J'étais appuyé contre une voiture - j'étais penché de face contre cette voiture très chaude. Mes mains étaient sur le toit et le métal était très chaud. La scène de la Chambre Rouge m'est venue à l'esprit. « Little Mike » était là, et il parlait à l'envers […] le reste de la nuit, je n'ai pensé qu'à la Chambre Rouge »,.

## Bande originale

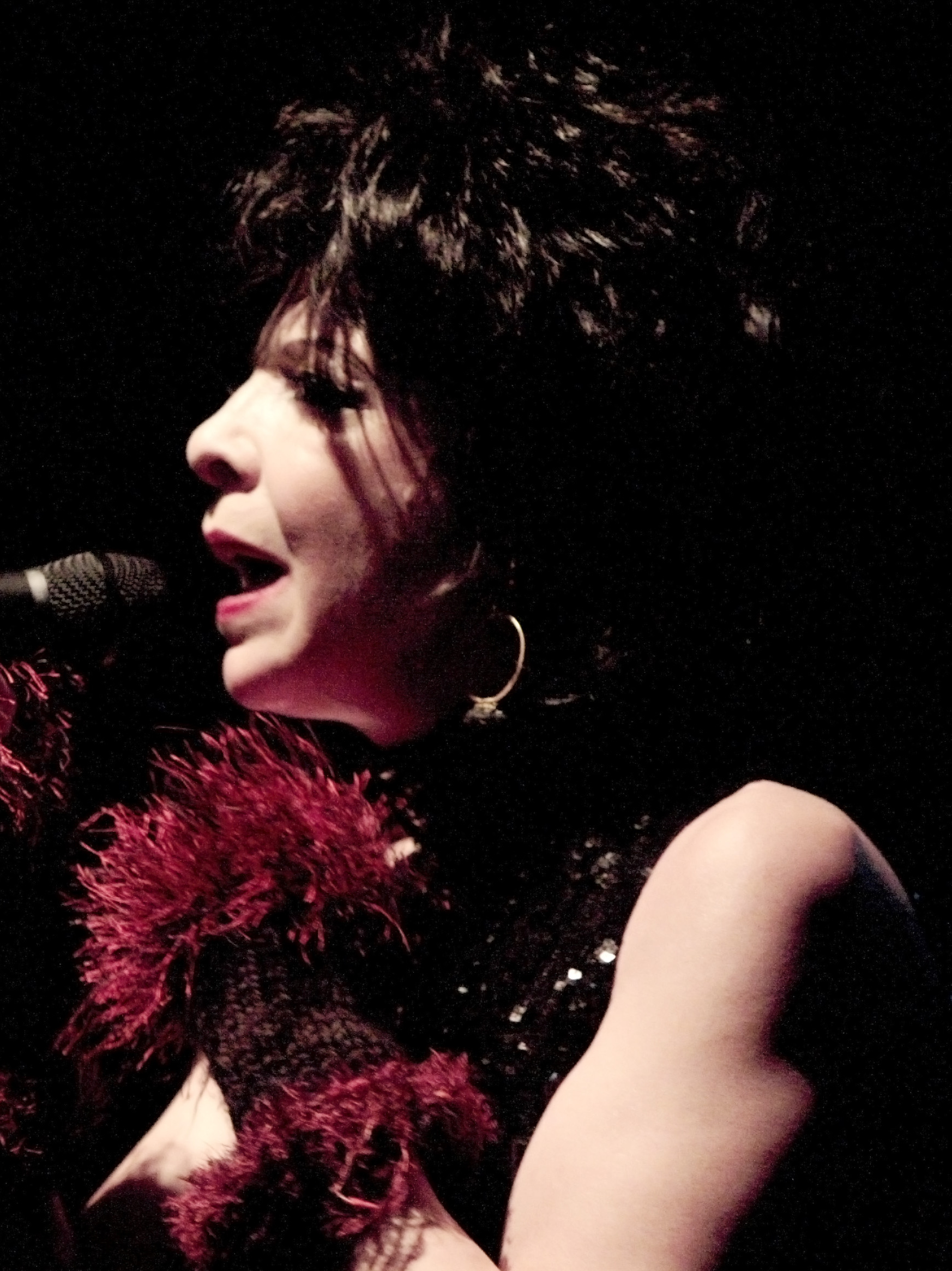
Le thème de la série est une version instrumentale de la chanson Falling d’un album de Julee Cruise. La chanteuse apparait également dans la série.

La musique de la série est composée par Angelo Badalamenti, déjà à l'œuvre pour les films Blue Velvet (1986) et Sailor et Lula (Wild at Heart, 1990) de Lynch. Lui et Lynch ont par ailleurs écrit les chansons de l'album Floating into the Night (en) (1989) de Julee Cruise, cette dernière chantant le titre Mysteries of Love dans Blue Velvet,. Présente dans l'album, une version instrumentale de la chanson Falling sert comme thème de la série. La chanteuse apparait dans le pilote ainsi que dans un épisode de la deuxième saison. Lynch a également écrit plusieurs chansons pour la série. Le chanteur Jimmy Scott performe la chanson Sycamore Trees dans le dernier épisode de la série.
Pour le thème de Laura Palmer, Badalamenti explique : « David a dit : « Commencez par un pressentiment étrange, comme si vous étiez dans un bois sombre, puis passez à quelque chose de plus innocent, pour refléter les problèmes d’une adolescente. Puis, une fois que vous l’avez, revenez en arrière et faites quelque chose d’inquiétant ». Littéralement, en une seule prise, j’ai traduit ses mots en musique. C’était ça, Twin Peaks. ».
La musique de la saison 1 (Twin Peaks Soundtrack) est sortie en CD le 15 avril 1991 sous le label Warner Bros. Elle comporte onze morceaux composés par Angelo Badalamenti et Julee Cruise.[réf. nécessaire]
Des musiques de la deuxième saison ont été éditées le 30 octobre 2007 dans l'album Twin Peaks Music: Season Two Music and More. On y trouve également des morceaux utilisés dans le film Twin Peaks: Fire Walk with Me (Blue Frank) ou dans la première saison (I'm Hurt Bad). Le CD, d’une durée totale de 1:11:05, est paru sur le label Absurda et David Lynch. Tous les morceaux ont été composés et arrangés par Angelo Badalamenti, à l'exception de Blue Frank, qui a été composé et arrangé par David Lynch. Les paroles de la chanson Just You sont de David Lynch.[réf. nécessaire]

## Accueil
Twin Peaks est généralement considérée comme étant l'une des meilleures séries télévisées jamais réalisées,,,,.
Tom Shales pour le The Washington Post écrit : « Twin Peaks vous désoriente d'une manière que les productions du petit écran arrivent rarement à faire. »,. John J. O'Connor écrit dans le New York Times : « L'histoire se dévoile au rythme presque funèbre qui caractérise les soap operas […] Mais ensuite le réalisateur ajoute ses petites touches singulières, de petits détails éphémères qui, d'un coup, et souvent de façon hilarante, bousculent la banalité. »,. Ken Tucker pour Entertainment Weekly : « « Qui a tué Laura Palmer ? ». De nombreux téléspectateurs, fatigués du battage médiatique, disent : « Qui s'en soucie ? ». Je le dis aussi, mais comme une louange. L'intrigue est sans importance; les instants sont tout. Lynch et Frost ont maîtrisé un moyen de rendre une série hebdomadaire infiniment intéressante. »,. Enfin, Richard Zoglin (en) écrit pour le Time : « C'est peut-être l'œuvre originale la plus obsédante jamais réalisée pour la télévision américaine »,.

### Diffusion

#### Le succès à ses débuts
« On peut raisonnablement avancer […] la question de l’année restera pour les Américains  « Qui a tué Laura Palmer ? ». »
— Philippe Garnier en octobre 1990 pour Libération.
Le pilote de 90 minutes est le programme le mieux noté de la saison 1989-1990 avec une note de 22 et a été vu par 33 % du public. Pour sa première saison, Twin Peaks a réalisé les taux d'audience les plus élevés qu'ABC ait connu au cours des quatre années précédentes pour la case du jeudi à 21h00. La série a également réduit l'écart avec Cheers. Twin Peaks obtient une note de 16,2, chaque point équivalant à 921 000 foyers équipés d'un téléviseur. Le pilote a également fait venir de nouveaux téléspectateurs grâce au « syndrome de la machine à café ». Terme inventé par Alan Wurtzel (vice-président de la recherche d'ABC), considérant que chacun parlera de la série le lendemain sur son lieu de travail.
Mais l'épisode 3 de la série perd 3 % des téléspectateurs présents par rapport à la semaine précédente, 9 % par rapport à l'épisode 1 diffusé le jeudi, et 15 % par rapport au pilote de la série diffusé un dimanche. C'est le résultat de la concurrence avec Cheers, les deux séries ciblant le même groupe démographique, d'après un cadre de la production de Twin Peaks qui considère que la programmation de la chaîne est frustrante. Un producteur exécutif déclare : « La série est diffusée le jeudi soir. Si la chaîne l'avait diffusée le mercredi, elle aurait pu s'appuyer sur son succès initial. ABC l'a mise en danger ».
En conséquence, ABC diffuse la fin de la première saison un mercredi à 22h00 au lieu de son créneau habituel du jeudi 21h00. La série réalise sa meilleure audience depuis sa troisième semaine à l'antenne avec une note de 12,6 et 22 % de parts de marché. Le 22 mai 1990, Twin Peaks est renouvelé pour une deuxième saison.

#### Déclin de l'audience aux États-Unis…

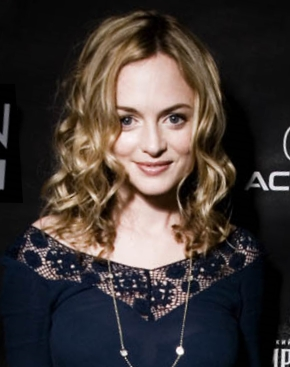
Le personnage d'Annie Blackburn, interprété par Heather Graham, fait partie des personnages qui ont été ajoutés durant la deuxième partie de la saison,.

Pour son retour, le tandem Lynch/Frost est prié par ABC de révéler « Qui a tué Laura Palmer ? ». Ce qu'ils font en milieu de saison. Dès lors, le public déserte. Par la suite, la série souffre d'un manque de renouvellement de l'intrigue. Les audiences ont également chuté à cause d'une absence pendant près d'un mois de décembre à janvier, la guerre du Golfe en parallèle enfonçant le clou, Mark Frost déclarant en février 1991 au Washington Post que Twin Peaks a été en partie victime de « personnes qui regardent CNN de manière obsessionnelle, et à juste titre, car c'est un problème beaucoup plus important que nous. »,. Le 23 février, il n'y a pas l'épisode hebdomadaire de la série. Alors qu'il reste six épisodes, Bob Iger, le président d'ABC déclare : « nous espérons trouver une place pour Twin Peaks dans notre saison de diffusion […] si possible […]. La série reviendra certainement dans notre calendrier pour terminer sa diffusion pour cette année et sera définitivement considérée pour la prochaine saison »,. Des fans créent un groupe de protestation appelé COOP —  Citizens Opposing the Offing of Peak —, afin de lever des fonds ainsi qu'envoyer des lettres et des pétitions à ABC pour sauver la série.
Dans le documentaire Creating Twin Peaks, Mark Frost reconnaît qu'il aurait dû introduire le personnage de Windom Earle plus tôt. Le 10 juin 1991, après plusieurs semaines de lobbying de la part des fans, ABC se décide à diffuser l'épilogue, s'en « débarrassant » en programmant d'affilée les deux derniers épisodes sous forme de téléfilm de 90 minutes.

### … et à l'étranger
- En Europe

Tout comme aux États-Unis, en Grande-Bretagne et en Italie, l'audience décroche dès la révélation du nom de l'assassin. Seuls les téléspectateurs espagnols restent assidus
- En France

Logo de la série diffusé sur La Cinq.

La série convoitée par Antenne 2 est finalement diffusée sur La Cinq à partir du 15 avril 1991. Silvio Berlusconi a en effet acquis tous les droits pour les pays francophones.

« La série était très recherchée, […] elle avait fait événement aux Etats-Unis, elle sortait du flot des séries américaines. »

— Pascal Josèphe (ancien directeur général de l'antenne de La Cinq) dans Libération du 22 mai 2017.
Sur la base du titre italien I segreti di Twin Peaks, la série est appelée Mystères à Twin Peaks. La Cinq prévoit au départ de diffuser les 29 épisodes de 45 minutes, remontés sous la forme de 17 téléfilms de 90 minutes. La chaîne diffuse la série tous les lundis à 20 h 50, du pilote à l'épisode 16. Peu satisfaite des audiences du premier épisode (moins de 3 millions de téléspectateurs), la chaîne décide de donner une seconde chance au feuilleton, en le rediffusant chaque vendredi à 22h30,,,,,,. Et à partir du 28 juin 1991, faute d'audience satisfaisante,, la série est diffusée uniquement le vendredi à 22h30, reprenant son format original de 45 minutes, puis à 23h30 pour les 3 derniers épisodes,. Elle est rediffusée sur le câble sous son titre original Twin Peaks, en juillet 1994 sur Canal Jimmy, puis pour la première fois en version originale sous-titrée, à partir du 10 octobre 1997, sur Série Club, en 2000 sur 13e rue. La première rediffusion sur une chaîne hertzienne aura lieu 20 ans plus tard, du 19 avril au 28 juin 2011 sur Arte.

### Distinctions
Durant la 48e cérémonie des Golden Globes qui s'est déroulée en 1991, la série remporte le prix de la Meilleure série dramatique, tandis que Kyle MacLachlan remporte celui du Meilleur acteur dans une série dramatique et  Piper Laurie celui de la Meilleure actrice dans un second rôle dans une série, mini-série ou un téléfilm.
| Année | Prix                                    | Catégorie                                                                       | Nomination                           | Résultat   |
| ----- | --------------------------------------- | ------------------------------------------------------------------------------- | ------------------------------------ | ---------- |
| 1990  | 42e cérémonie des Primetime Emmy Awards | Meilleure série dramatique                                                      | Twin Peaks                           | Nomination |
| 1990  | 42e cérémonie des Primetime Emmy Awards | Meilleure réalisation                                                           | David Lynch                          | Nomination |
| 1990  | 42e cérémonie des Primetime Emmy Awards | Meilleur scénario                                                               | David Lynch & Mark Frost pour Pilote | Nomination |
| 1990  | 42e cérémonie des Primetime Emmy Awards | Meilleur scénario                                                               | Harley Peyton pour Épisode 4         | Nomination |
| 1990  | 42e cérémonie des Primetime Emmy Awards | Meilleur acteur dans une série dramatique                                       | Kyle MacLachlan                      | Nomination |
| 1990  | 42e cérémonie des Primetime Emmy Awards | Meilleure actrice dans une série dramatique                                     | Piper Laurie                         | Nomination |
| 1990  | 42e cérémonie des Primetime Emmy Awards | Meilleure actrice secondaire dans une série dramatique                          | Sherilyn Fenn                        | Nomination |
| 1990  | Primetime Creative Emmy Awards          | Meilleure musique dans une série                                                | Angelo Badalamenti                   | Nomination |
| 1990  | Primetime Creative Emmy Awards          | Meilleures musiques et paroles                                                  | Angelo Badalamenti & David Lynch     | Nomination |
| 1990  | Primetime Creative Emmy Awards          | Meilleure direction artistique                                                  | Patricia Norris & Leslie Morales     | Nomination |
| 1990  | Primetime Creative Emmy Awards          | Meilleurs costumes                                                              | Patricia Norris                      | Lauréat    |
| 1990  | Primetime Creative Emmy Awards          | Meilleur montage (à caméra unique)                                              | Duwayne Dunham                       | Lauréat    |
| 1990  | Primetime Creative Emmy Awards          | Meilleur montage de son                                                         | -                                    | Nomination |
| 1991  | 33e cérémonie des Grammy Awards         | Meilleure prestation pop (instrumentale)                                        | Angelo Badalamenti                   | Lauréat    |
| 1991  | 33e cérémonie des Grammy Awards         | Meilleure bande originale pour un média audiovisuel                             | Angelo Badalamenti                   | Nomination |
| 1991  | 33e cérémonie des Grammy Awards         | Meilleur album de parole enregistrée                                            | Kyle MacLachlan                      | Nomination |
| 1991  | 48e cérémonie des Golden Globes         | Meilleure série dramatique                                                      | Twin Peaks                           | Lauréat    |
| 1991  | 48e cérémonie des Golden Globes         | Meilleur acteur dans une série dramatique                                       | Kyle MacLachlan                      | Lauréat    |
| 1991  | 48e cérémonie des Golden Globes         | Meilleure actrice dans un second rôle dans une série, mini-série ou un téléfilm | Piper Laurie                         | Lauréat    |
| 1991  | 48e cérémonie des Golden Globes         | Meilleure actrice dans un second rôle dans une série, mini-série ou un téléfilm | Sherilyn Fenn                        | Nomination |
| 1991  | 43e cérémonie des Primetime Emmy Awards | Meilleur acteur dans une série dramatique                                       | Kyle MacLachlan                      | Nomination |
| 1991  | 43e cérémonie des Primetime Emmy Awards | Meilleure actrice secondaire dans une série dramatique                          | Piper Laurie                         | Nomination |
| 1991  | Primetime Creative Emmy Awards          | Meilleur montage de son                                                         | -                                    | Nomination |
| 1991  | Primetime Creative Emmy Awards          | Meilleur mixage de son                                                          | -                                    | Nomination |

## Œuvres liées et postérité

### Film et romans

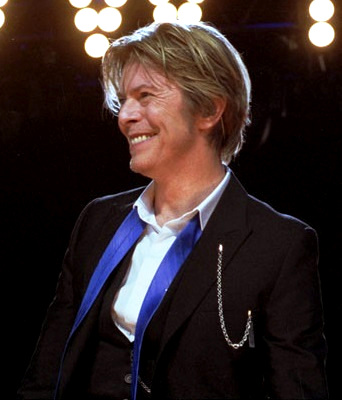
David Bowie incarne l'agent spécial dans le film Twin Peaks: Fire Walk with Me.

En 1990, Jennifer Lynch, la fille du réalisateur, écrit une préquelle littéraire de l'histoire, Le Journal secret de Laura Palmer (en), qui raconte les événements des mois précédant la dernière semaine de la vie de Laura Palmer. Une version audio du roman lue par Sheryl Lee sort en 2017. La même année, MacLachlan enregistre le livre audio Diane…” The Twin Peaks Tapes of Agent Cooper. En 1991, Scott Frost (en) publie le livre The Autobiography of F.B.I. Special Agent Dale Cooper: My Life, My Tapes centré sur la vie de l'agent Cooper, dont sa jeunesse.
Parallèlement, à la fin de la diffusion de la série, David Lynch décide d'étendre l'univers de celle-ci, et ce malgré l'annulation d'une troisième saison par ABC. Amoureux du personnage de Laura Palmer, il choisit donc de réaliser un film préquel centrée sur elle, et qui racontera les sept derniers jours de sa vie. Tourné en quelques semaines[réf. nécessaire], Twin Peaks: Fire Walk with Me sort en 1992. Plusieurs acteurs de la série reprennent leur rôle, tels que Sheryl Lee, Kyle MacLachlan, Ray Wise ou encore David Lynch lui même[réf. nécessaire], tandis que d'autres, tels que Sherilyn Fenn — principalement à cause du tournage de Des souris et des hommes — et Richard Beymer[réf. nécessaire] en sont absents,. Lara Flynn Boyle est quant à elle remplacée par l'actrice Moira Kelly. De nouveaux personnages font également leur apparition, tels que Carl Rodd, interprété par Harry Dean Stanton, ou bien Phillip Jeffries, interprété par David Bowie,. Ces personnages, et d'autres éléments exclusifs au film, seront réutilisés par Lynch et Frost 25 ans plus tard pour servir l'intrigue de la troisième saison.
En 2014 sort une compilation de scènes coupées de Twin Peaks: Fire Walk with Me, intitulée Twin Peaks: The Missing Pieces, et qui vient compléter l'univers de la série avec des scènes inédites.
En octobre 2016, Mark Frost publie le roman épistolaire The Secret History of Twin Peaks (en) qui donne plusieurs informations sur la ville de Twin Peaks ainsi que ses habitants. Dans la même continuité et afin de faire la jonction entre la deuxième et la troisième saison, Frost publie Twin Peaks: The Final Dossier (en) en 2017.
En 2022, Mark Frost signe la préface du livre Murder at Teal's Pond: Hazel Drew and the Mystery That Inspired Twin Peaks; relatant le meurtre non élucidé d'Hazel Drew, une des inspirations de la série.

#### Émission et Publicité
Avant la diffusion de la deuxième saison, Kyle MacLachlan est invité dans l'émission Saturday Night Live dans laquelle il participe à une parodie de la série.
En 1993, David Lynch réalise plusieurs publicités pour la marque de café Georgia (en) dans lesquelles se trouvent plusieurs acteurs de la série.

### Sortie vidéo

#### VHS
Le pilote dans sa version européenne sort en France en VHS le 24 février 1991 chez Warner Home Video sous le titre Qui a tué Laura Palmer ?. La série sort en France en VHS le 20 avril 1992 chez Sony music Vidéo. Cette dernière société re-publie un coffret regroupant l'intégralité des épisodes de la série à l'exception du pilote édité chez Warner Home Video.

#### DVD
La série sort en France en DVD en septembre 2007 chez TF1 Vidéo. Le 13 novembre 2008, TF1 Vidéo publie un coffret regroupant l'intégralité de la série, comprenant le pilote original de 90 minutes et les 29 autres épisodes des deux saisons.
L'intégrale de la série ressort en DVD le 6 novembre 2019 édité par Paramount Home Entertainment, le coffret contient en plus de la série de nombreux bonus, comme des interviews, un documentaire sur le phénomène Twin Peaks, un autre sur les coulisses de Twin Peaks, et bien d'autres.

#### Blu-Ray
L'intégrale des saisons 1 et 2 de la série, contenant également le film Twin Peaks: Fire Walk with Me, sort en Blu-Ray le 29 juillet 2014 chez Paramount Home Entertainment. Son contenu est important : 10 disques remplis de bonus dont certains exclusifs à ce coffret comme Les pièces manquantes du dossier regroupe 90 minutes inédites de scènes coupées et alternatives du film.
L'intégrale de la série ressort en Blu-ray le 6 novembre 2019 édité par Paramount Pictures, le coffret contient 8 disques, chacun contenant des bonus variés.

#### Collector
La série sort en édition collector dans un coffret appelé Twin Peaks : From Z to A, ce coffret limité à 25 000 exemplaires comprend donc l'intégrale de la série, le film Twin Peaks - Fire Walk With Me, le documentaire Impressions : un voyage dans les coulisses de Twin Peaks (291'), deux Blu-ray de bonus inédits (360'), un Blu-ray 4K Ultra HD avec deux épisodes remasterisés, 25 cartes imprimées et une figurine.

### Twin Peaks: The Return

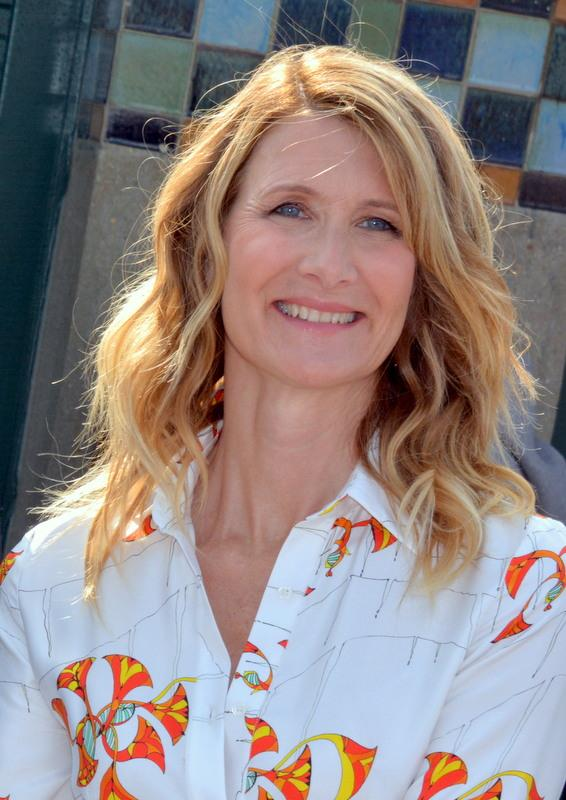
Parmi les nouvelles têtes de la troisième saison, Laura Dern, qui est une collaboratrice régulière de Lynch, campe Diane, la fameuse secrétaire de l'agent Cooper.

Certains fans de la première heure espèrent une suite pour les 25 ans de la série, en 2017. Cette hypothèse s'avère finalement bien réelle, comme l'annonce le site Showtime, et contrairement à ce que David Lynch avait annoncé lors d'un entretien pendant la promotion du film Inland Empire.

En mai 2013, l'acteur Ray Wise rapporte ce que Lynch lui aurait dit à propos d'une suite possible : 

« Eh bien, tu sais Ray, la ville est toujours là. Et j'imagine qu'il est possible qu'on puisse la revisiter. Bien sûr, tu es toujours mort… mais on pourrait peut-être s'arranger. »

Le site de streaming Netflix serait également intéressée par une reprise de la suite de la série.
Le 6 octobre 2014, une troisième saison est annoncée pour diffusion en 2016 par la chaîne de télévision Showtime. David Lynch et Mark Frost écriront les neuf épisodes, et Lynch sera à la réalisation soit 25 ans après le dernier épisode diffusé. Mais le développement de la série connaîtra de nombreux rebondissements.
Le 5 avril 2015, David Lynch annonce en effet qu'il ne dirigera pas les épisodes prévus pour 2016 mais sans exclure la poursuite de la série par Showtime. Le 16 mai, Showtime annonce que David Lynch réalisera tous les épisodes, dont le nombre sera supérieur à 9, et, le 8 juillet, le directeur de la photographie Will McGrabb a annoncé que la diffusion serait repoussée pour avoir lieu en 2017. Le tournage débute en septembre 2015.
La saison 3 commence le 21 mai 2017 et se termine le 3 septembre de la même année,.

## Analyse

### Style de la série

#### Une première à la télévision
« Je ne saurais dire pourquoi cette ville et ce mystère hors des sentiers battus ont autant accaparé l’imagination des gens. Sinon que, pour y entrer, il suffisait de tourner le bouton. »
— David Lynch en 1992 pour Libération.
La série est décrite comme un « OVNI » dans le milieu de la télévision qui est à l'époque dominé par les sitcoms et soap opéras, bien qu'elle reprenne plusieurs codes de ces dernières,,. La série se démarque notamment par l'usage de plusieurs procédés propres au cinéma.
Parmi les éléments récurrents, la série s'attarde également sur l'alimentation, comme les donuts, les tartes aux cerises mais surtout sur le café.
Comme dans plusieurs œuvres de Lynch, la série comporte les thèmes liés à l'horreur qui se cache dans le quotidien, aux rêves ou encore aux doubles comme le Double R et les Chambres Blanche et Noire

### Influences

#### Cinéma et télévision

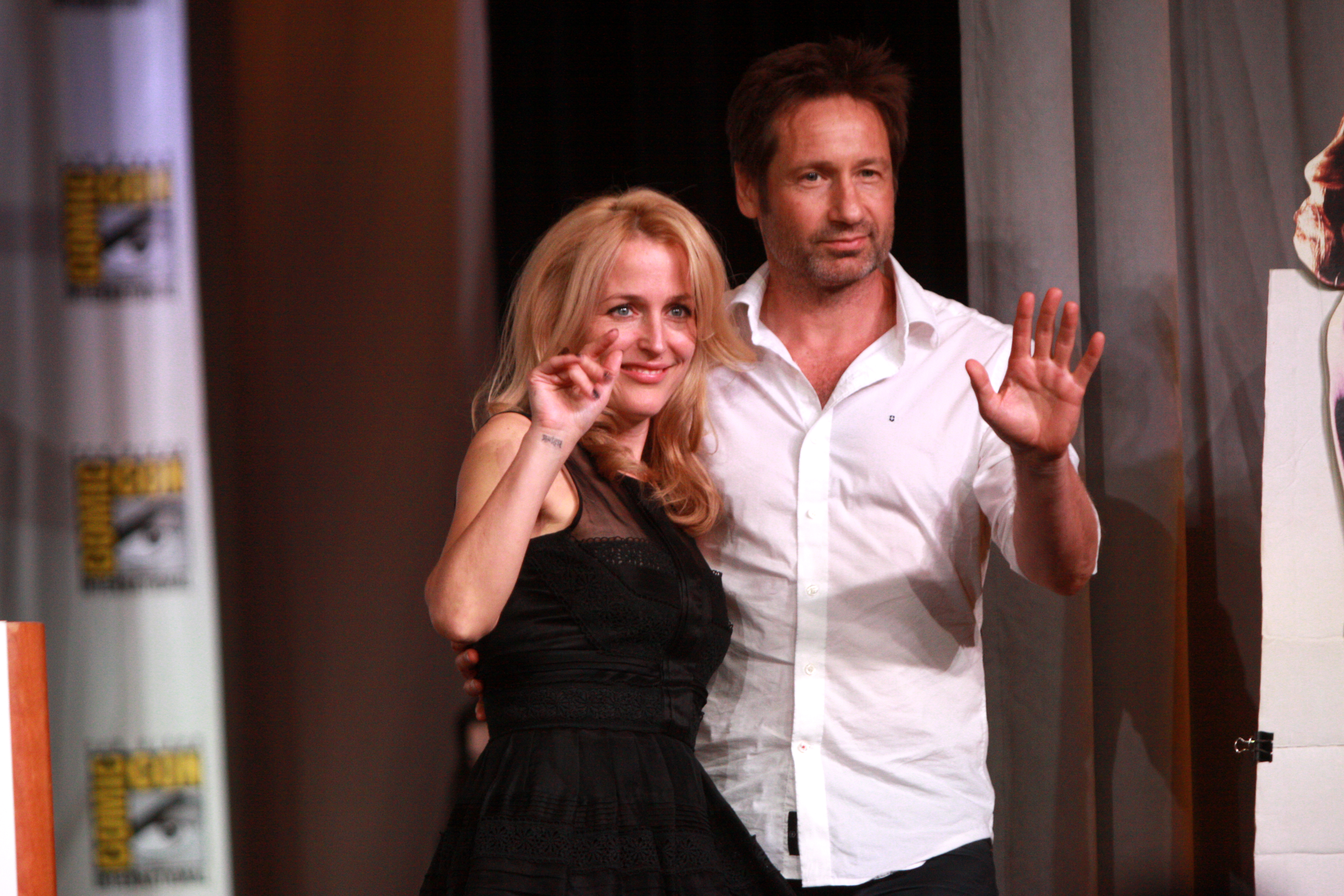
Interprète de l'agent Denise Bryson, David Duchovny ici avec sa partenaire de jeu Gillian Anderson incarne l'agent du FBI Fox Mulder dans la série X-Files (1993-2018) qui a pu voir le jour grâce à Twin Peaks

Spécialiste américain des séries, Anthony Morris, explique pour Les Échos : « Les empreintes digitales de Lynch sont sur toutes les séries dramatiques actuelles. Chaque fois qu'une série marque une pause un peu trop longue, s'attarde sur un détail étrange, plonge dans le surréalisme ou montre une scène de violence à la fois choquante et bizarre, c'est du Lynch. ».
Ainsi, Twin Peaks a servi d'influence majeure à la plupart des séries télévisées qui l'ont suivi. C'est notamment le cas d'X-Files (1993-2018), série basée sur le surnaturel, l'onirique et l'étrange, des thèmes communs avec la série de Mark Frost et de David Lynch. Plusieurs acteurs de Twin Peaks apparaissent en tant qu'invité dans la série. D'autres séries ont également été plus ou moins influencées par Twin Peaks telles que Contretemps[réf. nécessaire], Wild Palms, Oz, Desperate Housewives, Lost ou encore Les Soprano,.
L'épisode 12 de la saison 5 de la série Psych est un pastiche et comporte beaucoup de références à Twin Peaks. En effet, tout l'épisode est conçu autour d'une idée d'hommage à la série, James Roday, acteur principal, ayant déclaré être un fan. Parmi les acteurs et actrices invités sur cet épisode, on retrouve Dana Ashbrook, Catherine E. Coulson, Sherilyn Fenn, Sheryl Lee, Robyn Lively, Lenny Von Dohlen et Ray Wise. De plus le générique de l'épisode est repris par Julee Cruise.
Dans l'épisode 1 de la saison 7 de la série Les Simpson, intitulé Qui a tiré sur M. Burns ? (Who Shot Mr. Burns?, 1995), le chef de la police Clancy Wiggum rêve de lui-même se retrouvant face à face à Lisa Simpson dans la Black Lodge, faisant directement référence à cette même scène entre Laura Palmer et l'agent Dale Cooper dans la première saison. Toujours dans la même série, dans le quatrième épisode de la neuvième saison, intitulé Le Saxe de Lisa (Lisa's Sax, 1997), Homer Simpson regarde un faux épisode de Twin Peaks, dans lequel on voit le Géant (en) danser avec le Cheval Blanc.
De la même façon, la Black Lodge apparaît également dans la série d'animation Scooby-Doo: Mystères associés dans laquelle le personnage éponyme visite le lieu à deux reprises en rêve, et rencontre notamment l'Homme venu d'un autre endroit. Le film Mais qui a tué Pamela Rose ? est en partie une parodie de la série, le réalisateur et acteur Olivier Baroux expliquant : « Pamela Rose c'était Twin Peaks qui nous avait inspirés. Ils étaient très sérieux et en même temps, c'était une série très bizarre, un peu onirique qui nous a tout de suite inspirés, ». Le titre fait directement allusion au titre de la version européenne du pilote, « Qui a tué Laura Palmer ? », Pamela Rose étant une anagramme approximative de Laura Palmer.

#### Littérature
Dans le manga Soul Eater, la « Black Room » et le « Little Ogre » sont une référence directe à cette confrontation onirique entre la conscience et la lutte intérieure de chacun, au moment de faire des choix.

#### Musique
Le groupe français BelpheGorZ s'inspire directement de la série dans son clip Stinky City autant pour la Black Lodge que pour l’étrangeté des images et le groupe de rock japonais Malice Mizer est auteur de la chanson Beats of Blood, chanson dont le clip contient plusieurs scènes inspirées de la série, notamment de la Black Lodge. Il en est de même pour le clip de la chanson Laura Palmer's Prom du groupe You Say Party.
La chanson Laura Palmer (en) du groupe britannique Bastille est un hommage à Twin Peaks et à David Lynch qui l'ont beaucoup inspiré, tandis que le groupe de hard rock Audrey Horne a choisi son nom en référence à l'un des personnages de la série,. Dans son album Substrata, Biosphere utilise des répliques du Géant et du Major Garland Brigg, issues du premier épisode de la saison 2, respectivement dans les morceaux The Things I Tell You et Hyperborea. Sur l'album Un homme avec un grand H au pays des prises de tête de Sttellla, la pièce Laura sonne pour l'heure à palmer parle du meurtre de Laura Palmer.
Le morceau Laura Palmer Theme (instrumental) a été samplé par Moby en 1991 dans le single Go. Le morceau Twin Peaks Theme (instrumental) a été samplé par Odezenne en 2014 dans le titre Je veux te baiser extrait de l'EP Rien.
En 1995, David Bowie, qui joue dans Twin Peaks: Fire Walk with Me, sort un album, 1. Outside, qui est largement inspiré par la série. L'album suit le personnage de Nathan Adler qui enquête sur le meurtre d'une jeune fille de 14 ans dans le New Jersey. L'un des titres de l'album, I'm Deranged (en) sera par ailleurs repris par Lynch pour le générique de Lost Highway en 1997.

#### Jeux vidéo
De nombreuses références à Twin Peaks sont également présentes dans plusieurs jeux vidéo. Takashi Tezuka, réalisateur de jeux chez Nintendo, a avoué avoir été très fortement inspiré par l'ambiance de la série pour développer celle du jeu The Legend of Zelda: Link's Awakening, sorti en 1993. En effet, comme dans la série, l'intrigue se déroule dans une petite zone, ici une île, où la plupart des personnages ont des comportements suspects. Cette caractéristique sera par ailleurs reconduite dans plusieurs suites de la série de jeux, telles que Ocarina of Time (1998) et Majora's Mask (2000),.
Le studio finlandais Remedy Entertainment multiplie les références à la série au travers de ses jeux,,. Les deux premiers Max Payne (2001 et 2003), contiennent plusieurs séries télévisées dans leurs diégèses, dont Address Unknown qui reprend plusieurs éléments de la série. Dans Alan Wake (2010), l'ambiance de la ville de Bright Falls, ainsi que ses alentours, fait directement penser à celle de la série, avec la notable présence du Oh Deer Diner, du bureau du shérif, ainsi que plusieurs personnages faisant échos à ceux de la série, comme Cynthia Weaver qui a toujours une lanterne avec elle, telle Margaret Lanterman avec sa bûche. Control (2019) est également influencé par la série.
Autre référence importante, celle du jeu Life is Strange (2015), dont l'histoire tourne autour de la disparition de Rachel Amber, une jeune fille populaire qui fait penser à Laura,. Les deux personnages partagent d'ailleurs la même date d'anniversaire. Plusieurs lieux font penser à la Black Lodge, et la plaque d'immatriculation de Chloe Price est "TWNPKS" (Twin Peaks). On trouve aussi une allusion au Dr Jacoby, le psychiatre de la série, dans une lettre adressée à Sean Prescott, ainsi que la phrase « Fire walk with me » dans la salle de bain du diner où la mère de Chloe travaille, cette fois-ci une référence au titre du film préquel Twin Peaks: Fire Walk with Me, ainsi qu'au célèbre poème récité par le personnage de MIKE.
La série de jeux Cube Escape (2015-) / Rusty Lake (2016-), s'inspire également énormément de Twin Peaks,,. Là encore, le sort d'une mystérieuse femme qui s'appelle également Laura déclenche toute l'intrigue,. Du détective au nom de Dale Vandermeer jusqu'aux multiples doubles ou doppelgänger des personnages appelés des « âmes corrompues »[réf. nécessaire], en passant par l'utilisation des « white cube » (bons souvenirs) et « black cube » (mauvais souvenirs), les références et thèmes similaires abordés sont abondants,,.
Le jeu vidéo Thimbleweed Park (2017), un point & click développé et édité par Terrible Toybox  s'inspire directement de l'atmosphère et des lieux de Twin Peaks (les personnages étranges, le commissariat, le restaurant, le grand hôtel, la forêt mystérieuse) ainsi qu'au niveau de ses thèmes musicaux très inspirés de ceux composés par Angelo Badalamenti.
Les jeux Mizzurna Falls (1998), Silent Hill (1999-), Deadly Premonition (2010), Kentucky Route Zero (2013) ou encore Virginia (2016) sont également parsemés de références à la série,.